# تایبون آگوردینو
تایبون آگوردینو (به ایتالیایی: Taibon Agordino) یک کومونه در ایتالیا است که در استان بلونو واقع شده‌است. تایبون آگوردینو ۹۰٫۴ کیلومتر مربع مساحت و ۱٬۷۹۰ نفر جمعیت دارد و ۶۱۸ متر بالاتر از سطح دریا واقع شده‌است.